# Yauyos
A cidade peruana de Yauyos é a capital da Província de Yauyos, situada no Departamento de Lima, pertencente a Região de Lima, na zona central do Peru.